# Udea cataphaea
Udea cataphaea là một loài bướm đêm thuộc họ Crambidae. Nó là loài đặc hữu của Maui.